# Manfred Kaiser
Manfred Kaiser (ur. 7 stycznia 1929 w Zeitzu, zm. 15 lutego 2017 w Lindau) – niemiecki piłkarz występujący na pozycji obrońcy, pomocnika oraz napastnika, reprezentant NRD, trener piłkarski.

## Życiorys
W latach 1937–1939 uprawiał gimnastykę w klubie TV Vater Jahn, natomiast w 1939 roku został juniorem SpVgg Zeitz 1910. W 1946 roku został włączony do pierwszej drużyny SG Rot-Weiß Zeitz (później funkcjonującej jako ZSG Gasolin i ZSG Hydrierwerk). Na początku 1950 roku został zawodnikiem BSG Gera Süd. W barwach tego klubu zadebiutował w DDR-Oberlidze 19 lutego w zremisowanym 1:1 spotkaniu z BSG Waggonfabrik Dessau. Na początku 1953 roku miał zostać piłkarzem BSG Motor Jena, ale wskutek braku odpowiedniego zezwolenia pozostał w Wismucie Gera. W 1953 roku spadł z klubem z DDR-Oberligi. W Wismucie Kaiser występował do końca 1954 roku, ogółem rozgrywając w jego barwach 134 ligowe mecze, z czego 96 w DDR-Oberlidze. W barwach klubu z Gery w najwyższej klasie rozgrywkowej zdobył także 21 goli. Na początku 1955 roku został zawodnikiem SC Wismut Karl-Marx-Stadt. W 1955 roku zdobył Puchar NRD. 20 listopada 1955 roku zadebiutował w reprezentacji w wygranym 1:0 towarzyskim spotkaniu z Bułgarią. Z Wismut Karl-Marx-Stadt czterokrotnie (1955, 1956, 1957, 1959) zdobył mistrzostwo NRD. W 1961 roku podjął studia trenerskie w Lipsku, które ukończył w 1965 roku. Wówczas to zakończył karierę zawodniczą, rozgrywając łącznie w DDR-Oberlidze 349 meczów. Następnie, do 1971 roku, był trenerem BSG Wismut Gera. W latach 1971–1975 był asystentem trenera w FC Rot-Weiß Erfurt. Później trenował kluby niższych lig: BSG Chemie Zeitz, BSG Motor Hermsdorf, BSG Chemie Bad Köstritz i SV Elstertal Silbitz/Crossen.

## Życie prywatne
W 1954 roku ożenił się z Marianne, miał z nią dwóch synów.

## Statystyki ligowe
| Sezon         | Klub                      | Liga         | Mecze | Gole |
| ------------- | ------------------------- | ------------ | ----- | ---- |
| 1949/1950 (w) | BSG Gera Süd              | DDR-Oberliga | 6     | 0    |
| 1950/1951     | BSG Motor Gera            | DDR-Oberliga | 32    | 7    |
| 1951/1952     | BSG Motor Gera            | DDR-Oberliga | 35    | 10   |
| 1952/1953     | BSG Wismut Gera           | DDR-Oberliga | 23    | 4    |
| 1953/1954     | BSG Wismut Gera           | DDR-Liga     | 24    | 6    |
| 1954/1955 (j) | BSG Wismut Gera           | DDR-Liga     | 14    | 13   |
| 1954/1955 (w) | SC Wismut Karl-Marx-Stadt | DDR-Oberliga | 12    | 2    |
| 1955          | SC Wismut Karl-Marx-Stadt | DDR-Oberliga | 13    | 4    |
| 1956          | SC Wismut Karl-Marx-Stadt | DDR-Oberliga | 26    | 4    |
| 1957          | SC Wismut Karl-Marx-Stadt | DDR-Oberliga | 25    | 2    |
| 1958          | SC Wismut Karl-Marx-Stadt | DDR-Oberliga | 26    | 2    |
| 1959          | SC Wismut Karl-Marx-Stadt | DDR-Oberliga | 25    | 0    |
| 1960          | SC Wismut Karl-Marx-Stadt | DDR-Oberliga | 25    | 1    |
| 1961/1962     | SC Wismut Karl-Marx-Stadt | DDR-Oberliga | 39    | 0    |
| 1962/1963     | SC Wismut Karl-Marx-Stadt | DDR-Oberliga | 19    | 0    |
| 1963/1964     | BSG Wismut Aue            | DDR-Oberliga | 21    | 0    |
| 1964/1965     | BSG Wismut Aue            | DDR-Oberliga | 22    | 0    |